# 瀬川英史
瀬川 英史（せがわ えいし、1965年4月2日 - ）は、日本の作曲家、編曲家。岩手県盛岡市出身。ミラクル・バス所属。

## 来歴
岩手県立盛岡第三高等学校を卒業後、上京して音楽専門学校に進学する。
1985年、シンセサイザー・プログラマー梅原篤の株式会社タイトロープに入社。その後独立してシンセサイザー・プログラマーとして活動し、数々のレコーディングに参加。1980年代後期から徐々にCM音楽作曲家として活動を始め、現在までに2000本以上のCM音楽を作曲。
1995年、アンティノス（ソニー・ミュージックエンタテインメント傘下）よりパワーポップバンド「Hooper」のギタリスト、ソングライターとしてデビュー。
2000年、東芝EMIへ移籍後「フレミングパイ」として活動を続ける。
2007年より劇伴の作曲家としても活動の幅を広げる。また作曲活動以外にも執筆、セミナー、ワークショップ等も数多くこなしている。
2012年、サウンドトラックを担当したフランス短編映画「Le dernier jour de l’hiver」がフランス国立映画祭イエール·レ·パルミエにて最高音楽賞受賞。

## 人物
- 近年では『勇者ヨシヒコシリーズ』、『最高の離婚』や『うしおととら』などの音楽で知られる。
- 『勇者ヨシヒコシリーズ』など、福田雄一監督作品の音楽をほとんど手掛けている[2]。
- 『アオイホノオ』では、作中の80年代初頭の時代風景に合わせ、あえて当時のアナログシンセサイザーを使い、さらにはオープンリールテープに録音するこだわりをみせた[2][3]。

## 主な作品

### テレビドラマ
1994年
- 29歳のクリスマス（フジテレビ）

2007年
- ジョシデカ!-女子刑事-（TBS）

2008年
- Tomorrow〜陽はまたのぼる〜（TBS）※長谷部徹と共作
- 無理な恋愛（関西テレビ）

2009年
- 福家警部補の挨拶〜オッカムの剃刀〜（NHK総合）
- 行列48時間（NHK総合）
- 東京DOGS（フジテレビ）

2010年
- 特上カバチ!!（TBS）
- プロゴルファー花（読売テレビ）
- デカ007（日本テレビ）

2011年
- 華和家の四姉妹 (TBS)
- 勇者ヨシヒコと魔王の城（テレビ東京）
- 土曜ワイド劇場「司法教官・穂高美子」(テレビ朝日)

2012年
- もう誘拐なんてしない（フジテレビ）
- ステップファザー・ステップ（TBS）
- ミューズの鏡（日本テレビ）
- 勇者ヨシヒコと悪霊の鍵（テレビ東京）
- Piece（日本テレビ）
- コドモ警察（毎日放送・TBS）

2013年
- コドモ警視（毎日放送・TBS）
- 最高の離婚（フジテレビ）
- サタデーナイトチャイルドマシーン（日本テレビ）
- 天魔さんがゆく（毎日放送・TBS）

2014年
- アオイホノオ（テレビ東京）

2015年
- 心がポキッとね（フジテレビ）

2016年
- 勇者ヨシヒコと導かれし七人（テレビ東京）
- 恋の三陸 列車コンで行こう!（NHK）

2017年
- スーパーサラリーマン左江内氏（日本テレビ）

2018年
- ダイアリー（NHK BSプレミアム）
- 今日から俺は!!（日本テレビ）

2020年
- 連続テレビ小説 エール（NHK総合）
- 浦安鉄筋家族（テレビ東京）※鈴木真人と共作
- 親バカ青春白書（日本テレビ）
- 極主夫道（読売テレビ）

2021年
- 古見さんは、コミュ症です。（NHK総合）
- 推しの王子様（フジテレビ）

2022年
- しろめし修行僧（テレビ東京）
- 魔法のリノベ（フジテレビ）

2023年
- スタンドUPスタート（フジテレビ）

2024年
- めぐる未来（読売テレビ・日本テレビ）

2025年
- アイシー〜瞬間記憶捜査・柊班〜（フジテレビ）

### テレビ（ドラマ以外）
2013年
- NHK「テレビが映したスポーツ60年」（4月、NHK）　※テーマ曲
- NHK「Biz ＋ サンデー」（4月、NHK）
- 日めくり 奥の細道（6月、NHK）
- 新日本風土記（7月、NHK）
- NHKスペシャル「神の数式」（9月、NHK）

2014年
- BSザ・プレミアム「超常現象」（1月、NHK）
- NHKスペシャル「廃炉への道」（4月、NHK）
- NHKスペシャル「狂気の戦場 ペリリュー〜"忘れられた島"の記録〜」（8月、NHK）

2015年
- NHKスペシャル「憎しみはこうして激化した 〜戦争とプロパガンダ〜」（8月、NHK）
- NHKスペシャル「盗まれた最高機密 〜原爆・スパイ戦の真実〜」（11月、NHK）

2016年
- NHKスペシャル「被曝（ひばく）の森 〜原発事故 5年目の記録〜」（3月、NHK）
- NHKスペシャル「廃炉への道2016「調査報告 膨らむコスト〜誰がどう負担していくか〜」（11月、NHK）

2017年
- NHKスペシャル「廃炉への道2017「核燃料デブリ 見えてきた“壁”」（4月、NHK）

2018年
- NHKスペシャル「被曝の森2018〜見えてきた“汚染循環”〜」（3月、NHK）
- NHKスペシャル「被曝の森2018〜見えてきた“汚染循環”〜」（3月、NHK）

2021年
- NHKスペシャル「廃炉への道2021「原発事故１０年の軌跡」」（3月、NHK）
- NHKスペシャル「被曝（ひばく）の森 変わりゆく大地」（5月、NHK）

2022年
- NHKスペシャル「数学者は宇宙をつなげるか?abc予想証明をめぐる数奇な物語」（一部音楽）（4月、NHK）

### ネットドラマ
- エンドレス アフェア〜終わりなき情事〜（2014年、LaLaTV）
- 宇宙の仕事（2016年、Amazonプライム・ビデオ）

### 映画
2011年
- はやぶさ/HAYABUSA（堤幸彦監督）
- Le Dernier Jour de L'hiver（Manuel Moutier監督）

2012年
- 紫/Murasaki(Purple)（川瀬美香監督）

2013年
- コドモ警察（福田雄一監督）
- HK 変態仮面（福田雄一監督）

2014年
- 偉大なる、しゅららぼん（水落豊監督）
- 薔薇色のブー子（福田雄一監督）
- 女子ーズ（福田雄一監督）※オープニングテーマ『女子ーズのテーマ』を作曲　音楽はミラクル・バス名義

2015年
- 映画 ビリギャル（土井裕泰監督）
- 明烏（福田雄一監督）

2016年
- HK 変態仮面 アブノーマル・クライシス（福田雄一監督）

2017年
- 銀魂（福田雄一監督）
- 斉木楠雄のΨ難（福田雄一監督）

2018年
- 銀魂2 掟は破るためにこそある（福田雄一監督）　
- 50回目のファーストキス（福田雄一監督）

2019年
- 僕に、会いたかった（錦織良成監督）　
- 高津川（錦織良成監督）

2020年
- ヲタクに恋は難しい（福田雄一監督：劇伴音楽）
- 今日から俺は‼︎劇場版（福田雄一監督）
- 新解釈・三國志（福田雄一監督）

2023年
- Gメン（瑠東東一郎監督）

2024年
- 聖☆おにいさん THE MOVIE〜ホーリーメン VS 悪魔軍団〜（福田雄一監督）

2025年
- アンダーニンジャ（福田雄一監督）

### アニメ
- バトルスピリッツシリーズ
  - バトルスピリッツ 少年激覇ダン（2009年、名古屋テレビ放送）
  - バトルスピリッツ ブレイヴ（2010年、名古屋テレビ放送）
  - バトルスピリッツ 覇王（2011年、名古屋テレビ放送）
  - バトルスピリッツ ソードアイズ（2012年、名古屋テレビ放送）
  - 最強銀河 究極ゼロ 〜バトルスピリッツ〜（2013年、名古屋テレビ放送）
  - バトルスピリッツ サーガブレイヴ（2019年、Youtube）
  - バトルスピリッツ 赫盟のガレット（2020年、YouTube）
  -  バトルスピリッツ ミラージュ（2021年、YouTube）
- 戦国乙女〜桃色パラドックス〜（2011年、テレビ東京）
- うしおととら（2015年、TOKYO MX）
- 烏は主を選ばない（2024年、NHK）[4]

### ゲーム音楽
- マーベル VS. カプコン:インフィニット（2017年）
- グランツーリスモ7（2022年）

### CM
- Rolex
- Toyota
- Honda
- Mazda
- Suntory
- NTT docomo
- SONY VAIO
- SONY Tシリーズ
- 日興コーディアル証券
- クリナップ「クリンレディ」
- マツダ「DEMIO（デミオ）等 Zoom Zoom Zoomアレンジ」
- au by KDDI「auの庭で。」
- スズキ「Cervo(セルボ)SR」
- サントリー「ザ･プレミアム･モルツ」
- 日本コカ･コーラ「爽健美茶　黒冴」
- シャープ「ソーラー発電システム」

その他、2500本以上。

### 執筆
- 「コンポーザーが教える作曲テクニック99」（2010年、リットーミュージック社刊）